# Come with Me Now
«Come with Me Now» —en español: ‘Ven conmigo ahora’— es una canción de la banda sudafricana Kongos. Inicialmente fue lanzado en 2011 como sencillo de su álbum Lunatic, aunque en 2014 ganó notoriedad en los Estados Unidos, obteniendo la primera ubicación en la lista Billboard Alternative Songs. La canción ha vendido 500 000 copias en los Estados Unidos, hasta julio de 2014.

## Antecedentes
En 2011, lanzaron su álbum debut Lunatic, que contó con «Come with Me Now», que fue lanzado como sencillo. Cuando la banda interpretó la canción en vivo mientras hacían las veces de telonero para la banda estadounidense Linkin Park en Sudáfrica, fue considerado como una de las favoritas para los fanáticos, aunque en un principio no logró una audiencia esperada en los Estados Unidos. La banda admitió que cuando «parecía que las cosas no resultaban como esperaban, habían perdido la esperanza y ya estaban listos para grabar un nuevo material».
A principios de enero de 2014, la canción comenzó a ser emitida en Estados Unidos, lo que captó la atención de la discográfica Epic Records con la que finalmente la banda firmó.

## Composición
«Come with Me Now» ha sido descrito por Billboard como una canción de rock «con tintes de acordeón». Los miembros de la banda afirmaron que la canción está influenciado por la música Kwaito, que describen como una mezcla de jazz sudafricano, township pop, y música house occidental.

## Video musical
El video de «Come with Me Now» fue subido el 31 de julio de 2012. Hasta la fecha, el video ha recibido más de sesenta y tres millones de visitas en YouTube.

## Usos en medios
- Se ha utilizado en comerciales de la cadena de The CW para The Originals y NBC Sports; también fue utilizada para Hemlock Grove y CNN.[4]

- Fue la canción utilizada en el segmento de 50 Cameos para dar inicio a los MTV Movie Awards de 2014 organizado por Conan O'Brien.

- Es el tema oficial del pay-per-view de mayo de 2014 de la WWE Extreme Rules.[6]

- Se ha utilizado para el comercial de Playstation 3 del edición Copa del Mundo en Latinoamérica.[7]

- Fue usado en el tráiler "La última esperanza" del videojuego de 2K Australia y Gearbox Software, Borderlands: The Pre-Sequel[8]

- También apareció en la película The Expendables 3, el programa de televisión CSI: Crime Scene Investigation Temporada 15, Episodio 1 y en el videojuego Guitar Hero Live.

## Listado de canciones
| Descarga digital |                                   |          |  |
| N.º              | Título                            | Duración |  |
| 1.               | «Come with Me Now»                | 3:31     |  |
| 2.               | «Come with Me Now» (Z.O.W. Remix) | 3:39     |  |

## Posicionamiento en listas
| País           | Lista (2014–15)           | Mejor posición |
| -------------- | ------------------------- | -------------- |
| Australia      | ARIA Singles Chart        | 94             |
| Austria        | Ö3 Austria Top 75         | 65             |
| Canadá         | Canadian Hot 100          | 7              |
| Colombia       | National Report Top Anglo | 1              |
| España         | Canciones Top 50          | 47             |
| Estados Unidos | Billboard Hot 100         | 31             |
| Estados Unidos | Alternative Songs         | 1              |
| Estados Unidos | Mainstream Rock Songs     | 14             |
| Estados Unidos | Rock Songs                | 2              |
| Estados Unidos | Pop Songs                 | 16             |
| Estados Unidos | Adult Pop Songs           | 178            |
| Nueva Zelanda  | NZ Top 40 Singles Chart   | 36             |
| Reino Unido    | Official Charts Company   | 125            |

### Certificaciones
| País           | Organismo certificador | Certificación | Simbolización | Ventas  | Ref.   |
| -------------- | ---------------------- | ------------- | ------------- | ------- | ------ |
| Canadá         | Music Canada           | 2× Platino    | 2▲            | 160 000 | [ 22 ] |
| Estados Unidos | RIAA                   | 2× Platino    | 2▲            | 2 000   | [ 3 ]  |

### Sucesión en listas
| Anterior: «Do I Wanna Know?» de Arctic Monkeys | Alternative Songs — Sencillo Nro 1 12 de abril de 2014 — 2 de mayo de 2014 | Siguiente: «The Walker» de Fitz and The Tantrums |